# Елавасаран Елангован
Елавасаран Елангован (малай. Elavarasan Elangowan, нар. 5 січня 1962) — малайзійський футбольний тренер, який працює помічником головного тренера національної збірної Малайзії. 23 лютого 2022 року за рекомендацією технічного директора національної збірної Малайзії Скотта О'Донелла він був обраний тогочасним головним тренером збірної Малайзії Кімом Пан Коном асистентом головного тренера серед місцевих спеціалістів через його досвід і високі досягнення в малайзійському футболі.

## Тренерська кар'єра
Елавасаран Елангован грав за команду штату «Селангор», а також пізніше, у середині 1980-х років, грав за команду ліги «Селангор Данхілл» «Паблік Бенк», після чого розпочав у цьому клубі тренерську кар'єру. Вважалось, що саме його високій тренерській кваліфікації «Паблік Бенк» виграв Малайзійській ФАМ лізі, та вийшов до Прем'єр-ліги Малайзії. Після вдалого сезону в Прем'єр-лізі 2003 року він просунув команду до вищого дивізіону, вигравши підвищення до Ліги Супер, та посівши 2-е місце в наступному сезоні Ліги Супер.
Після того, як клуб «Паблік Бенк» вирішив припинити участь у виступах, Елавасаран підписав контракт із клубом «Малакка», і вивів клуб у Лігу Супер в перший же рік роботи. Згодом він прийняв пропозицію віце-президента клубу Го Сенг Чонга стати генеральним директором організації «Cubic Integrated Sport and Recreation», де він керував футбольною школою й академією футболу.
У середині 2009 року Елавасаран підписав контракт із клубом «Фелда Юнайтед» після того, як попередній головний тренер клубу Редуан Абдулла був відсторонений Футбольною асоціацією Малайзії. Наступного року тренер з командою виграв Прем'єр-лігу, і команда отримала підвищення до Ліги Супер. Елавасаран також привів «Фелда Юнайтед» до чвертьфіналу Кубка Малайзії 2012 року.
18 жовтня 2012 року Елавасаран став головним тренером клубу «Теренггану», підписавши однорічний контракт. Клуб під керівництвом нового головного тренера зміг посісти лише 9-те місце в Лізі Супер 2013 року, та не зміг пройти груповий етап Кубка Малайзії 2013 року, і цей сезон став єдиним для тренера в команді зі східного узбережжя.
У 2015 році Елавасаран став новим головним тренером клубу ПКНС. Його досягненням у клубі стало те, що він вивів команду до фіналу Кубка Футбольної асоціації Малайзії з футболу 2016 року, де його команда програла клубу «Джохор Дарул Тазім» з рахунком 1–2. Елавасарана було звільнено з посади головного тренера ПКНС у липні 2017 року через серію низьких результатів у всіх змаганнях.
У травні 2018 року Елавасаран удруге став головним тренером клубу «Малакка Юнайтед», цього разу замість звільненого головного тренера Едуарду Алмейди. Підписавши 4-місячний контракт, він зумів запобігти вильоту «Малакки» до нижчого дивізіону, але в жовтні того ж року повідомив, що не буде продовжувати тренувати команду після закінчення контракту.
У 2019 році Елавасаран був призначений головним тренером клубу ПДРМ, замінивши Мохда Фаузі Пілуса, якому вдалося здобути лише 1 очко в перших 7 матчах поліцейської команди. окрім того, що тренер врятував команду від вильоту, поліцейська команда у 2020 році здобула підвищення до вищої ліги, але ще в тому ж році він пішов з посади головного тренера команди після закінчення контракту.
У 2020 році Елавасаран підписав контракт із клубом «Саравак Юнайтед» з метою забезпечити підвищення команди до Ліги Супер. Незважаючи на фінансові труднощі та вплив COVID-19, Елаварасан зміг легко забезпечити команді друге місце в сезоні 2021 року. Елаварасан мав продовжити очолювати «Саравак Юнайтед» у сезоні 2022 року, проте через високий попит на послуги тренера інших клубів команда погодилися на відставку Елаварасана за взаємною згодою.
У вересні 2022 року Елавасаран обійняв посаду головного тренера молодіжної збірної Малайзії, замінивши Бреда Мелоні, та одночасно зайняв посаду помічника головного тренера національної збірної. Під час його перебування на посаді молодіжна збірна Малайзії виграла Кубок Мерліона 2023 року, і пройшла кваліфікацію до півфіналу молодіжного чемпіонату АСЕАН. Він також очолював команду, яка кваліфікувалася на фінал молодіжного чемпіонату Азії, після того, як малайзійська команда завершила кваліфікаційний раунд як одна з найкращих команд, що посіла друге місце. 18 вересня 2023 року Елавасаран вирішив піти у відставку з молодіжної збірної, оскільки хотів зосередитися на допомозі тренеру національної збірної Кіму Пан Кону в організації роботи першої збірної.